# Comarca's van Galicië

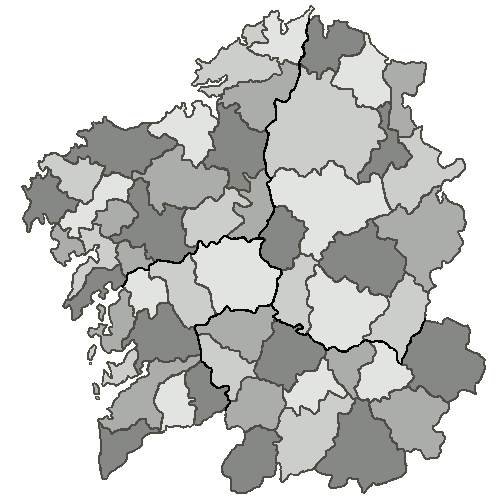
De 53 comarca's van Galicië

De comarcas van Galicië zijn een onderverdeling van de provincies van Spanje binnen de Spaanse autonome regio Galicië. Comarca betekent zoiets als het Amerikaanse "county" of het Engelse "shire".
Galicië is onderverdeeld in 53 comarca's, waarvan er 18 behoren tot de provincie A Coruña, 13 tot de provincie Lugo, 12 tot de provincie Ourense en 10 zich bevinden in de provincie Pontevedra.

## Comarca's van Galicië
| Comarca                               | Hoofdstad               | Provincie  |
| ------------------------------------- | ----------------------- | ---------- |
| Comarca de Arzúa                      | Arzúa                   | A Coruña   |
| Comarca da Barbanza                   | Ribeira                 | A Coruña   |
| Comarca da Barcala                    | Negreira                | A Coruña   |
| Comarca de Bergantiños                | Carballo                | A Coruña   |
| Comarca de Betanzos                   | Betanzos                | A Coruña   |
| Comarca da Coruña                     | A Coruña                | A Coruña   |
| Comarca do Eume                       | Pontedeume              | A Coruña   |
| Comarca de Ferrol                     | Ferrol                  | A Coruña   |
| Comarca de Fisterra                   | Fisterra                | A Coruña   |
| Comarca de Muros                      | Muros                   | A Coruña   |
| Comarca de Noia                       | Noia                    | A Coruña   |
| Comarca de Ordes                      | Ordes                   | A Coruña   |
| Comarca de Ortegal                    | Ortigueira              | A Coruña   |
| Comarca de Santiago                   | Santiago de Compostella | A Coruña   |
| Comarca do Sar                        | Padrón                  | A Coruña   |
| Comarca da Terra de Melide            | Melide                  | A Coruña   |
| Comarca da Terra de Soneira           | Vimianzo                | A Coruña   |
| Comarca do Xallas                     | Santa Comba             | A Coruña   |
| Comarca dos Ancares                   | Becerreá                | Lugo       |
| Comarca de Chantada                   | Chantada                | Lugo       |
| Comarca da Fonsagrada                 | A Fonsagrada            | Lugo       |
| Comarca de Lugo                       | Lugo                    | Lugo       |
| Comarca da Mariña Central             | Mondoñedo               | Lugo       |
| Comarca da Mariña Occidental          | Viveiro                 | Lugo       |
| Comarca da Mariña Oriental            | Ribadeo                 | Lugo       |
| Comarca de Meira                      | Meira                   | Lugo       |
| Comarca de Quiroga                    | Quiroga                 | Lugo       |
| Comarca de Sarria                     | Sarria                  | Lugo       |
| Comarca da Terra Chá                  | Vilalba                 | Lugo       |
| Comarca da Terra de Lemos             | Monforte de Lemos       | Lugo       |
| Comarca da Ulloa                      | Antas de Ulla           | Lugo       |
| Comarca de Allariz - Maceda           | Allariz                 | Ourense    |
| Comarca da Baixa Limia                | Lobios                  | Ourense    |
| Comarca do Carballiño                 | O Carballiño            | Ourense    |
| Comarca da Limia                      | Xinzo de Limia          | Ourense    |
| Comarca de Ourense                    | Ourense                 | Ourense    |
| Comarca do Ribeiro                    | Ribadavia               | Ourense    |
| Comarca da Terra de Caldelas          | Castro Caldelas         | Ourense    |
| Comarca da Terra de Celanova          | Celanova                | Ourense    |
| Comarca da Terra de Trives            | A Pobra de Trives       | Ourense    |
| Comarca de Valdeorras                 | O Barco de Valdeorras   | Ourense    |
| Comarca de Verín                      | Verín                   | Ourense    |
| Comarca de Viana                      | Viana do Bolo           | Ourense    |
| Comarca do Baixo Miño                 | Tui                     | Pontevedra |
| Comarca de Caldas                     | Caldas de Reis          | Pontevedra |
| Comarca do Condado                    | Ponteareas              | Pontevedra |
| Comarca do Deza                       | Lalín                   | Pontevedra |
| Comarca do Morrazo                    | Cangas do Morrazo       | Pontevedra |
| Comarca da Paradanta                  | A Cañiza                | Pontevedra |
| Comarca de Pontevedra                 | Pontevedra              | Pontevedra |
| Comarca do Salnés                     | Vilagarcía de Arousa    | Pontevedra |
| Comarca de Tabeirós - Terra de Montes | A Estrada               | Pontevedra |
| Comarca de Vigo                       | Vigo                    | Pontevedra |